# جيريمي
جيريمي هي بلدية من بلديات هايتي. وهي عاصمة إدارة أنس الكبرى، تُسمى بمدينة الشعراء والكُتّاب بسبب ولادة الكثير منهم في المنطقة، يبلغ عدد سكانها 31000 نسمة وذلك حسب إحصائيات سنة 2003.

## أعلام
- اريك جان-لويس